# Dove (czekolada)

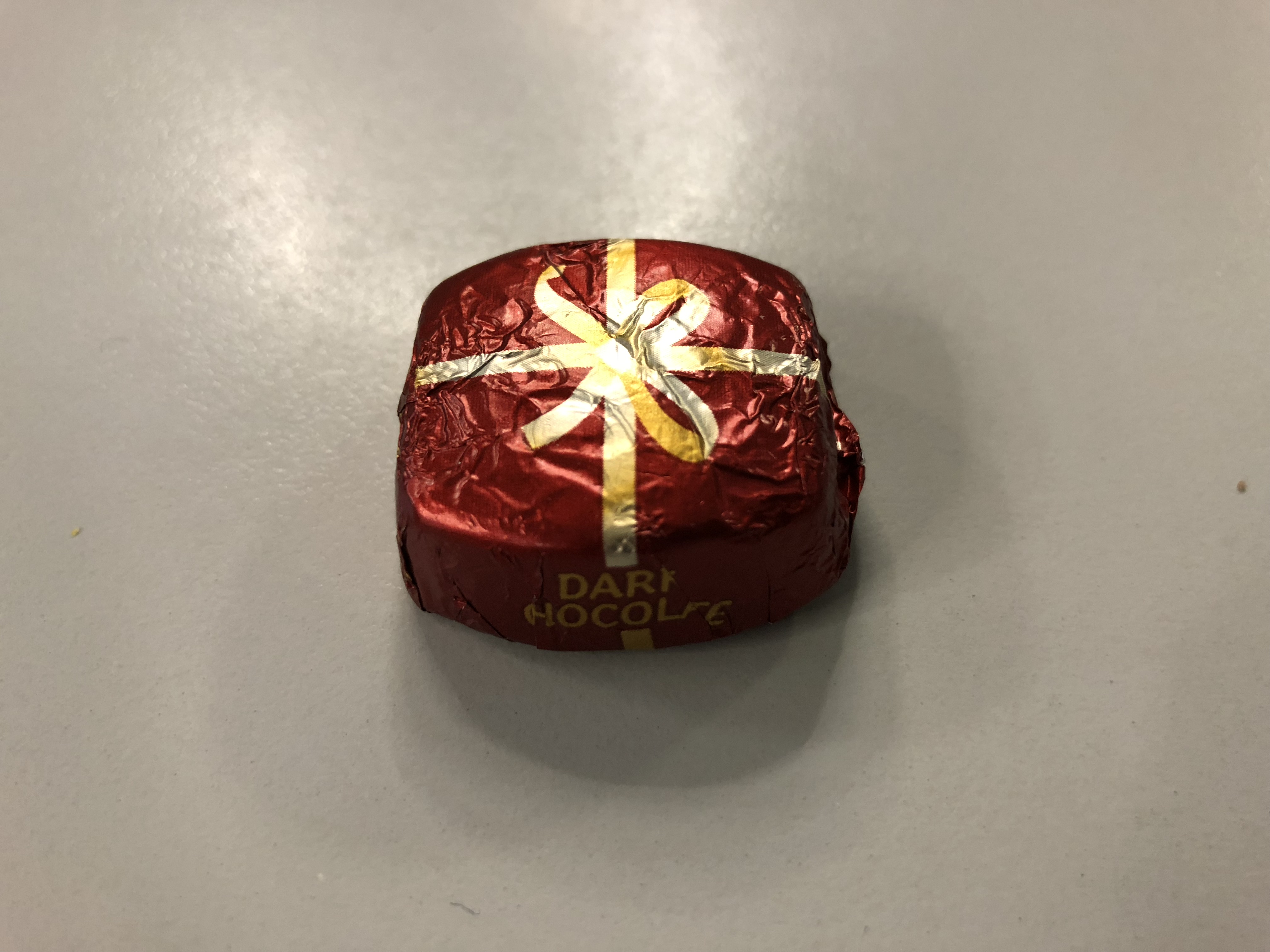
Czekoladka Dove

Dove – jest marką czekolady produkowanej przez firmę Mars Incorporated. Marka Dove została stworzona w 1956 r. przez Leo Stefanosa.
W Wielkiej Brytanii oraz na Bliskim Wschodzie nazwę Dove zastępuje Galaxy.
Linia produktów Dove zawiera:
- czekoladę mleczną
- ciemną czekoladę
- czekoladę z nadzieniami: karmelowym, orzechowym i cynamonowo-pomarańczowym